# Villavieja de Yeltes
Villavieja de Yeltes – gmina w Hiszpanii, w prowincji Salamanka, w Kastylii i León, o powierzchni 50,84 km². W 2011 roku gmina liczyła 899 mieszkańców.